# Hohenpeißenberg
Hohenpeißenberg település Németországban, azon belül Bajorországban. Lakosainak száma 3869 fő (2023. december 31.). Hohenpeißenberg Peiting, Wessobrunn és Böbing községekkel határos.

## Népesség
A település népessége az elmúlt években az alábbi módon változott:
| Lakosok száma | 455  | 2999 | 2637 | 3231 | 3728 | 3755 | 3773 | 3785 | 3849 | 3869 |
|               | 1875 | 1950 | 1975 | 1987 | 2012 | 2014 | 2016 | 2017 | 2021 | 2023 |